# Актисанес
Актисанес (Гатисен) — царь Куша (Нубия) около второй половины IV века до н. э.
Похоронен в Джебель-Баркале, предположительно в пирамиде № 11 или № 14.

## Эпоха правления и идентификация
Актисанес упомянут греческим историком Гекатеем Абдерским, который описывал того как врага египетского фараона Амасиса. Это, однако, маловероятно, поскольку известны другие цари Куша того времени, о котором сообщал Гекатей. Предполагается, что автор «Египтики» для своей отчасти вымышленной истории взял имя современного ему нубийского царя, каковым оказался Актисанес.
Тронное имя Актисанеса — Менмаатре Сетепенамун — аналогично тронному имени Рамсеса II, а хорово имя Актисанеса — Канахт Меримаат — то же самое, что и хоровы имена Рамсеса II, Осоркона II и Шешонка III.
Есть предположение, что в IV веке до н. э. в Нубии был период египетского «Возрождения». Другие исследователи предполагают, что никакого «Возрождения» не было, и помещают период правления Актисанеса ранее 700 года до н. э..

## Надписи на памятниках
Самым длинным текстом времени правления Актисанеса является утраченная ныне строительная надпись, скопированная экспедицией Лепсиуса в Нури. Её сохранившийся лишь частично текст был опубликован только в 1977 году. Наиболее вероятно надписью была украшена дверь в храме Напаты. Имена царя утрачены.
Другая надпись найдена на двух смежных блоках, представляя царя перед богом Амун-Ре-Хорахте-Атумом. Блоки были найдены в Джебель-Баркале. В этой надписи уцелели личное и тронное имена царя, но имя Актисанес трудно различимо. На дверном косяке из того же самого места имеется полный царский титул, но личное имя сохранилось частично.